# Le Diable géant ou le Miracle de la madonne
Pour plus de détails, voir Fiche technique et Distribution.
Le Diable géant ou le Miracle de la madone est un film français réalisé par Georges Méliès, sorti en 1901, au début du cinéma muet.

## Synopsis
Une jeune femme écoute son amoureux lui chanter sa romance, quand il disparaît par la fenêtre et un diable apparaît dans la pièce qui devient de plus en plus grande. La fenêtre est alors avec des barreaux. La statue d'une madone s'anime et fait rapetisser le diable géant. La jeune femme la supplie de le faire disparaître. Ensuite la madone s'approche de la fenêtre pour ouvrir les barreaux. L'amoureux peut alors venir rejoindre sa bien-aimée.

## Fiche technique
- Titre : Le Diable géant ou le Miracle de la madone
- Réalisation : Georges Méliès
- Société de production : Star Film
- Pays de production :  France
- Format : Noir et blanc - 35 mm - 1.33:1 - Muet
- Genre : Film de fantasy
- Durée : 2 min.
- Dates de sortie : 1901